# Апий Клавдий Крас (консул 471 пр.н.е.)
Вижте пояснителната страница за други личности с името Апий Клавдий Сабин.
Вижте пояснителната страница за други личности с името Апий Клавдий Крас.
Апий Клавдий Крас Инрегиленсис Сабин (на латински: Appius Claudius Crassus Inregillensis Sabinus; * преди 530 пр.н.е.) e римски политик на ранната Римска република.

## Биография
Произлиза от сабинския град Regillum от клон Сабин на патрицианската фамилия Клавдии. Казва се първоначално Atta Clausus и след това получава латинизираното име Апий Клавдий. През 504 пр.н.е. фамилията му се премества в Рим и веднага е приета в патрицианското съсловие.
Син е на Апий Клавдий Сабин Инрегиленсис (консул 495 пр.н.е.) и брат е на Гай Клавдий Инрегиленсис Сабин (консул 460 пр.н.е.). Баща е на Апий Клавдий Крас Сабин (консул 451 пр.н.е.).
През 471 пр.н.е. Апий е избран за консул с колега Тит Квинкций Капитолин Барбат. Те издават закона Lex Publilia и водят успешни военни кампании срещу волските и еквите.